# St. Martin (Weichs)

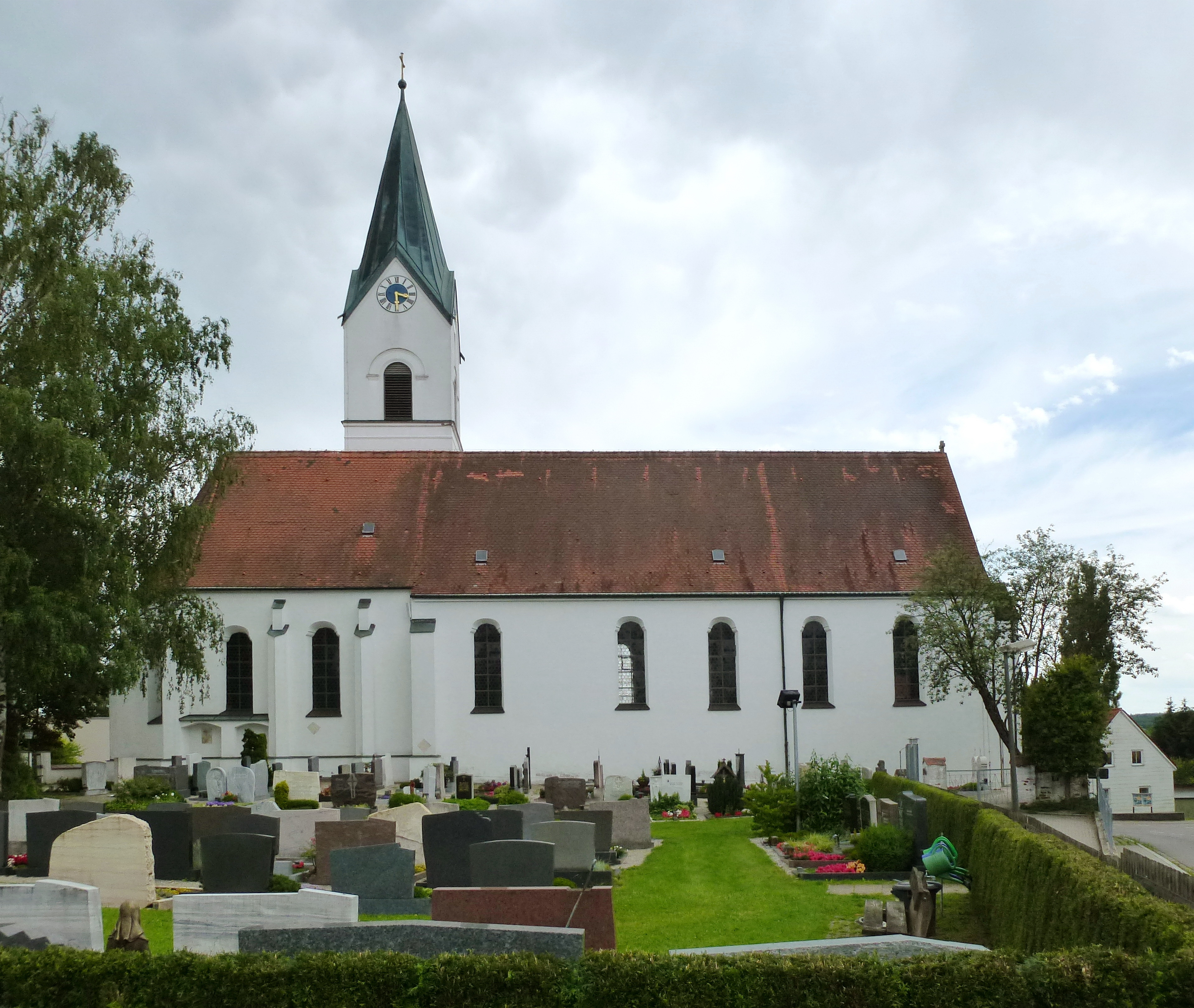
St. Martin in Weichs

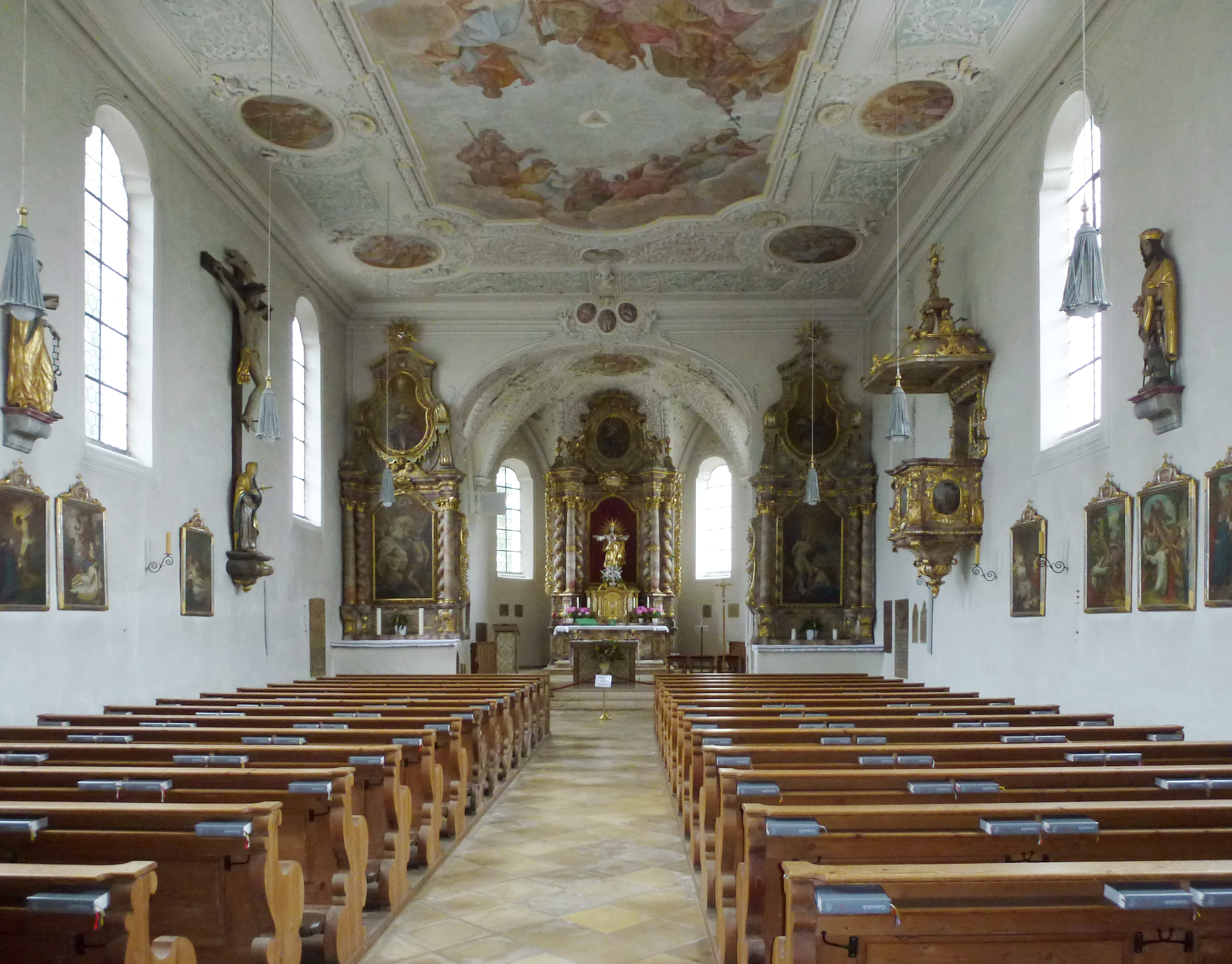
Innenraum

Die römisch-katholische Pfarrkirche St. Martin steht in der Gemeinde Weichs im oberbayerischen Landkreis Dachau. Das Bauwerk ist in der Liste der Baudenkmäler in Weichs unter der Nr. D-1-74-151-1 eingetragen. Die Kirche gehört zum Dekanat Dachau im Erzbistum München und Freising.

## Geschichte und Architektur
St. Martin ist eine nach Osten ausgerichtete Saalkirche mit einem leicht eingezogenen, außen mit Strebepfeilern gestützten gotischen Chor mit Fünfachtelschluss. Ebenfalls aus dieser Zeit stammt der Glockenturm an der Südwand des Chors, der 1497 rund 100 Fuß beziehungsweise 30 Meter hoch gewesen sein soll. Das heutige Langhaus der Kirche entstand in barocker Zeit um 1720 und wurde 1874 nach Westen um zwei auf fünf Joche verlängert. Ebenfalls 1874 wurde der Turm auf 36 Meter erhöht und erhielt statt seines Satteldachs den seit 1974 mit Kupfer eingedeckten Spitzhelm. Die zweistöckige Sakristei wurde im 19. Jahrhundert an der Südseite des Kirchenschiffs unmittelbar westlich vom Turm angebaut.
Zwischen den Giebeln, an denen die Zifferblätter der Turmuhr angebracht sind, erhebt sich der spitze Helm. Das Langhaus ist mit einer Flachdecke überspannt.

## Ausstattung der Kirche

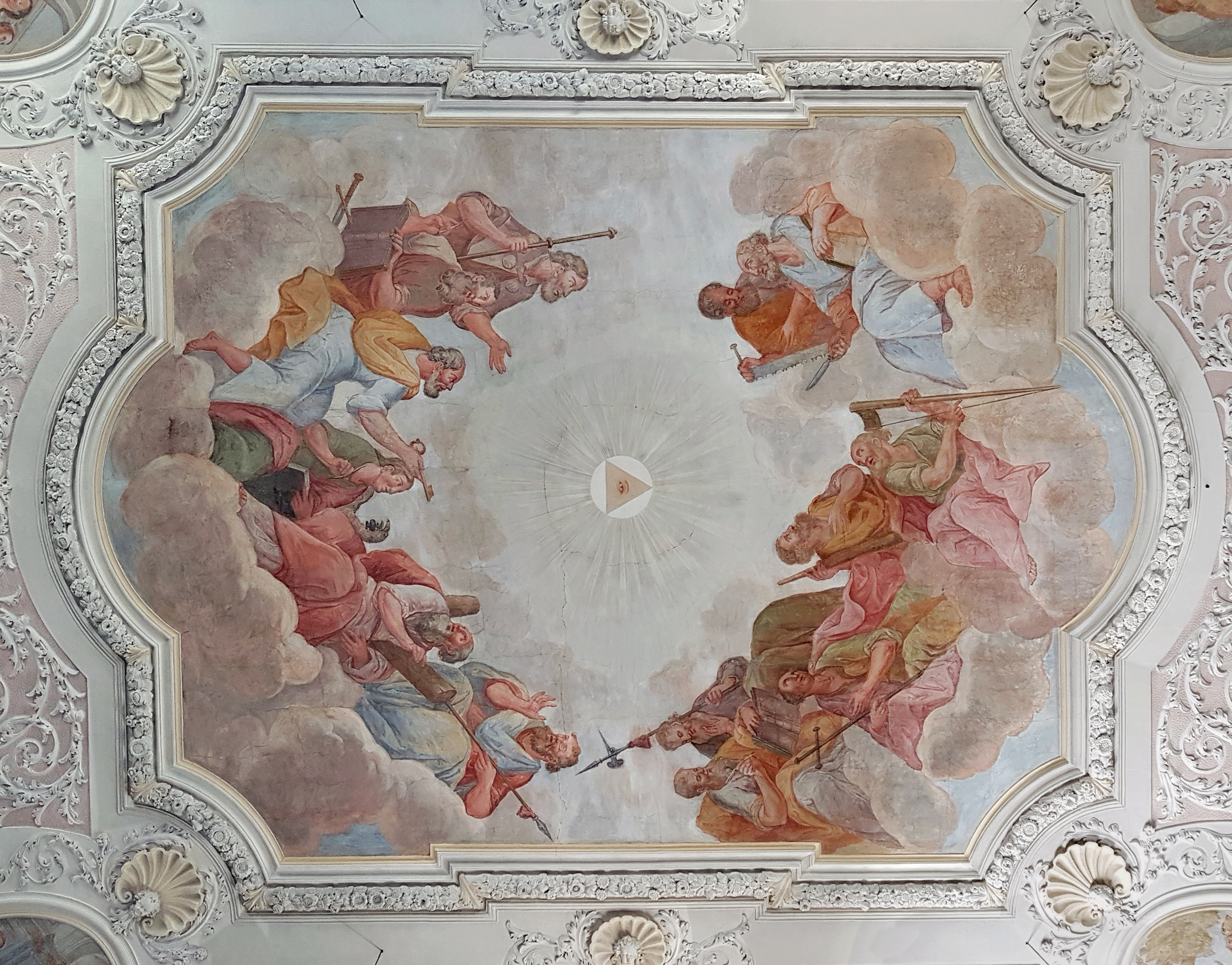
Langhausfresko: Zwölf Apostel und Paulus

Den Hochaltar fertigte um 1727 der Kunstschreiner Nikolaus Prugger (1684–1769) aus Dachau anstelle eines erst 15 Jahre alten Altars an, der an die Pfarrei Pischelsdorf bei Reichertshausen verkauft wurde. Der rotgrau marmorierte von glatten und gedrehten Säulen scheinbar gestützte Altar ist drei Meter breit und raumhoch. In der großen Nische im Mittelpunkt des Altars steht unter einem Medaillon mit der Bitte „St. Martin ora pro nobis“ eine Herz-Jesu-Statue mit zum Segen ausgebreiteten Armen. Ein für diese Stelle vorgesehenes Ölgemälde zeigt den Kirchenpatron, den heiligen Martin von Tours, als predigenden Bischof. Eine Gans im Bild erinnert an die Legende, dass sich Martin der Wahl zum Bischof entziehen wollte und in einem Gänsestall versteckte, die Tiere ihn aber mit ihrem Geschnatter verrieten. In dem in Öl auf Leinwand gemalten ovalen Bild des Altarauszugs schwebt die Gottesmutter Maria auf Wolken, ihr Kopf umkränzt von zwölf Sternen. Das vergoldete Tabernakel mit zwei Rundbogentüren zwischen glatten und gedrehten Säulen wurde 1920 geschaffen. Oben auf diesem Tabernakel sitzt der aus der christlichen Symbolik bekannte Pelikan, der mit seinem Blut seine Jungen nährt.
Die Seitenaltäre links und rechts vom Chorbogen sind 2,30 Meter breit. Gestaltet wurden sie mit glatten und gedrehten Säulen 1722/23 von dem Schreiner Martin Schwarzenbacher und dem Maler Hans Georg Hörmann aus Dachau. Im Gemälde des linken Altars ist die Taufe Jesu im Jordan und im rechten Altar das Martyrium des heiligen Sebastian dargestellt. Der Altarauszug links zeigt die heilige Ursula, rechts die heilige Barbara. Im Anschluss an die Seitenaltäre schuf Hörmann drei Bilder an der reich verzierten Kanzel..Dargestellt sind darin Jesus als der gute Hirte, Jesus mit dem reichen Jüngling (Mk 10,21–23 ) und das Gleichnis vom Sämann. Gegenüber der Kanzel hängt ein großes Kruzifix aus dem 16. Jahrhundert. Darunter steht Maria als Mater Dolorosa, eine Statue aus dem 17. Jahrhundert, mit dem Schwert in der Brust, (Lk 2,35 ) das die Schmerzen andeutet, die die Mutter Jesu zu leiden hat.
Der ungefähr einen Meter hohe Taufstein aus weißem Marmor stammt aus der ersten Hälfte des 20. Jahrhunderts. Von dem Deckel mit einer Darstellung der Taufe Jesu wird jedoch angenommen, dass er schon im 18. Jahrhundert geschaffen wurde. Original ist allerdings nur noch die Figur des Johannes; Jesus und der auf einer Wolke thronende Gottvater sowie die Heiliggeisttaube mussten nach einem Diebstahl ersetzt werden.
Die Decken der Kirche sind mit Fresken und die Bilder umrahmendem Stuck gestaltet. Die 1720 gemalten Bilder im Altarraum zeigen Szenen aus dem Leben des heiligen Martin, unter anderem die Mantelspende und die drängenden Menschen, als er sich weigern will, die Bischofswürde anzunehmen. In dem ebenfalls 1720 entstandenen Hauptgemälde im Kirchenschiff sind die zwölf Apostel und Paulus zur Verehrung der Heiligen Dreifaltigkeit um das Auge Gottes gruppiert. Seit der Erweiterung des Langhauses 1874 waren die Bilder dick überstrichen, bis sie 1950 freigelegt wurden; 1974 wurden sie restauriert.

## Orgel

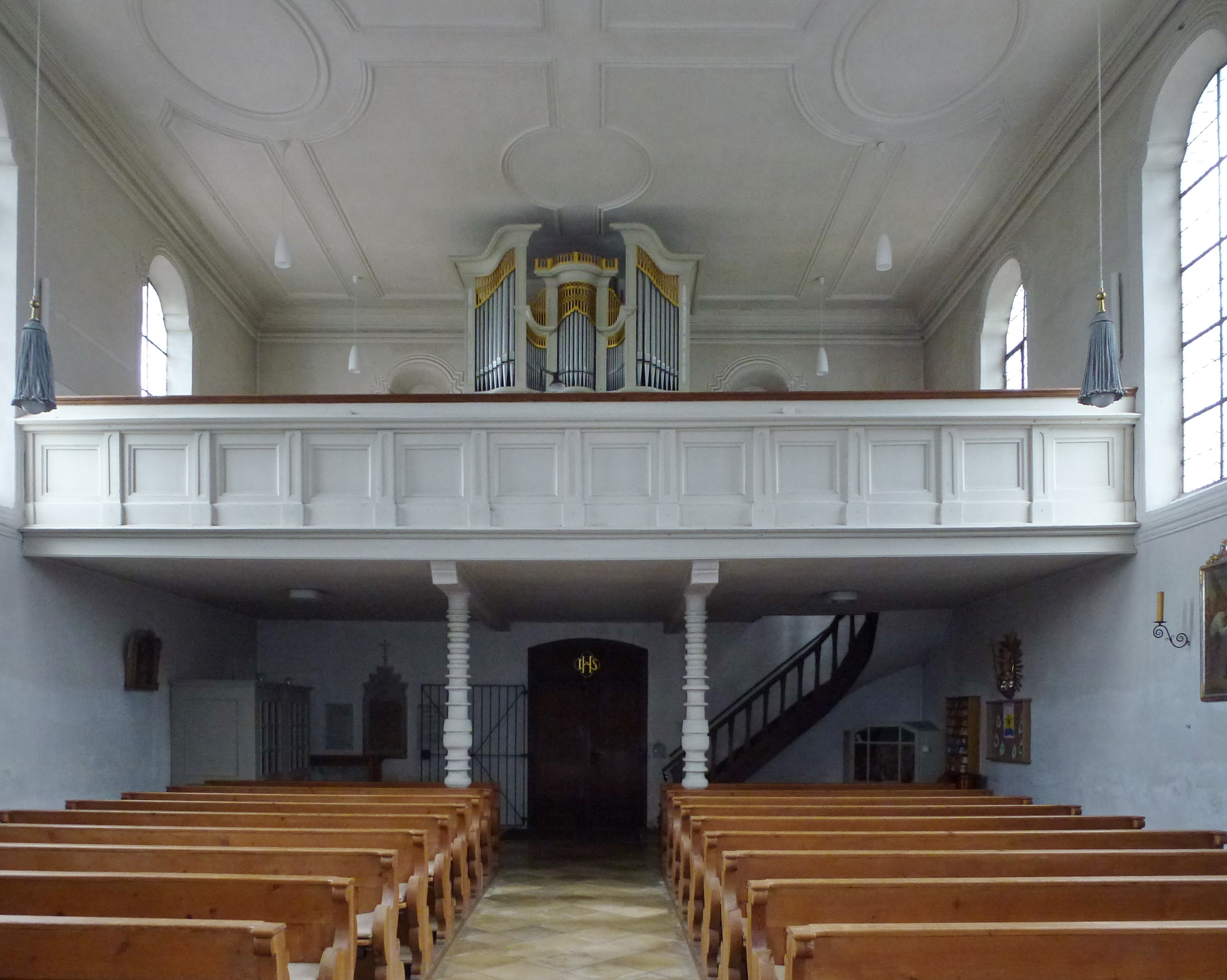
Orgel

Die Orgel geht auf ein 21-registriges Instrument von G. F. Steinmeyer zurück, welches 1922 mit einem Neurokoko-Prospekt für die Kirche gebaut wurde. Wilhelm Stöberl baute das Instrument in Zusammenarbeit mit Franz Wappmannsberger weitgreifend um, dass es einem Neubau unter Verwendung von Teilen aus der Vorgängerorgel gleichkommt. Das Werk hat 20 Register auf zwei Manualen und Pedal. Die Disposition des elektro-pneumatischen Kegelladen-Instruments lautet:
| I. Manual C–g3  |       |
| Principal       | 8′    |
| Gemshorn        | 8′    |
| Octav           | 4′    |
| Rohrgedeckt     | 4′    |
| Hohlflöte       | 2′    |
| Sesquialtera II | 2 ⁄3′ |
| Mixtur IV–V     | 1 ⁄3′ |

| II. Manual C–g3 |       |
| Salicional      | 8′    |
| Gedackt         | 8′    |
| Weitprincipal   | 4′    |
| Querflöte       | 4′    |
| Octav           | 2′    |
| Spitzquinte     | 1 ⁄3′ |
| Scharf III      | 1′    |
| Oboe            | 8′    |

| Pedal C–f1    |       |
| Subbaß        | 16′   |
| Principalbaß  | 08′   |
| Pommer        | 08′   |
| Choralflöte   | 04′   |
| Hintersatz IV | 2 ⁄3′ |

- Koppeln: II/I, I/P, II/P
- Spielhilfen: 1 freie Kombination, Tutti, Registercrescendotritt, Einzelzungenabsteller

## Glocken
Im Turm hängen vier Glocken. Drei Glocken von 1874 und die 1640 gegossene kleinste Glocke hatten den Ersten Weltkrieg überdauert, im Zweiten Weltkrieg wurden die drei jedoch zur Herstellung von Kriegsmaterial eingeschmolzen und die verbliebene kleine Glocke wurde nach dem Krieg nach Ebersbach abgegeben. Als Ersatz kamen 1949 vier Stahlglocken, die aber 1977 nach Südamerika verschenkt wurden. Seitdem hat die Pfarrei St. Martin wieder Bronzeglocken, die größte mit einem Durchmesser von 1510 Millimeter und 1874 Kilogramm schwer; die kleineren wiegen 968, 584 und 398 Kilogramm. Gegossen wurden sie von der Glockengießerei Rudolf Perner in Passau; Glockenweihe war am 9. Oktober 1977. Die Patrone der Glocken sind St. Martin, St. Sebastian, die Gottesmutter Maria und St. Josef. Auf der Martinsglocke ist in einem Relief die Mantelteilung mit dem Bettler dargestellt. Die Schlagtöne sind des′, f′, as′ und b′. Geläutet wird bereits seit 1958 nicht mehr von Hand mit dem Seil, sondern elektrisch.